# مورتال کامبت اکس
مورتال کامبت اِکس (به انگلیسی: Mortal Kombat X) یک بازی ویدئویی به سبک مبارزه‌ای از مجموعه بازی‌های مورتال کامبت است که توسط ندررلم استودیوز توسعه یافته و به‌وسیلهٔ وارنر برادرز. اینتراکتیو انترتینمنت منتشر شده است. این دهمین قسمت از مجموعه بازی‌های مورتال کامبت و دنباله مستقیم مورتال کامبت (بازی ویدئویی ۲۰۱۱) به‌شمار می‌رود که در تاریخ ۱۴ آوریل ۲۰۱۵ برای ایکس‌باکس وان، پلی‌استیشن ۴ و مایکروسافت ویندوز عرضه شده است. نسخه کنسول‌های ایکس‌باکس ۳۶۰ و پلی‌استیشن ۳ این عنوان نیز قرار بود توسط شرکت «های ولتاژ سافت‌ور» در اواسط سال ۲۰۱۵ عرضه شود، اما در ۲۸ اوت ۲۰۱۵ شرکت وارنر برادرز. اینتراکتیو انترتینمنت اعلام کرد انتشار بازی برای کنسول‌های نسل هفتم لغو شده است و این نسخه نمی‌تواند در سطح استانداردهای نسل بعدی قرار بگیرد. در نمایشگاه ای۳ ۲۰۱۴ تأیید شد، داستان بازی مستقیماً از پایان نسخه قبلی آغاز می‌شود و پس از آن در نهایت بیست‌وپنج سال به آینده خواهد رفت، جایی که مبارزان قبلی پا به سن گذاشته و با شخصیت‌های جدید و همچنین فرزندان مبارزان نسل‌های قبلی به نبرد می‌پردازند.
دنباله‌ای تحت عنوان مورتال کامبت ۱۱، در ۲۳ آوریل ۲۰۱۹، برای پلتفرم‌های مایکروسافت ویندوز، نینتندو سوئیچ، ایکس‌باکس وان، پلی‌استیشن ۴، و گوگل استادیا عرضه شد، و نسخهٔ بعدی نیز در ۱۹ سپتامبر ۲۰۲۳ برای پلی استیشن ۵ ، ایکس باکس سریز ، نینتندو سوییچ و پی سی منتشر شد.

## روند بازی
همانند نسخه‌های پیشین این سری، مورتال کامبت اکس نیز یک بازی مبارزه‌ای می‌باشد که دو بازیکن در طرفین صفحه با سبک‌های مختلف هنرهای رزمی، حرکات‌های ویژه و فیتالیتی با یکدیگر به مبارزه می‌پردازند. درجه استقامت که در نسخه قبلی به این سری اضافه شده بود، حالا به بازیکنان این اجازه را می‌دهد تا دوباره از قابلیت اکس-ری و افزایش قدرت حرکات ویژه استفاده کنند. استودیوی ندررلم (ندررلم استودیوز) سیستم جدید معرفی کرده است، که به بازیکن این اجازه را می‌دهد از اشیاء مختلف در پس زمینه در مبارزات استفاده نماید. بازیکنان در این نسخه با استفاده از درجه استقامت، توانایی خنثی کردن گرفتن‌های حریف و شکستن کمبوها یا تقویت ضربات استفاده کنند. جاخالی دادن به سمت عقب، دویدن به سمت جلو نیز از درجه استقامت کم خواهند کرد. بر طبق گفته‌های طراح بازی، درجه استقامت در این قسمت سریع‌تر از نسخه پیشین پر می‌شود و همچنین سرعت بازی نیز افزایش پیدا کرده است. انواع مختلف سبک‌های جذاب به قاعده‌های مورتال کامبت اضافه شده است، که بوسیلهٔ آن می‌توان طریقهٔ مبارزه هر شخصیت را به‌طور چشمگیری تغییر داد. همچنین یک نوع خاص کشار به نام بروتلتی (وحشیگری) به بازی اضافه شده که شما در زمانی که رقیبتان جان بسیارکمی دارد در آخر بازی با حرکتی مخصوص او را در حین بازی درجا می‌کشید. برای هر شخصیت سه نوع مختلف سبک موجود می‌باشد که بازیکن در آغاز بازی آن‌ها را انتخاب می‌کند، و هر حالت، حرکات ویژه و منحصر به فرد خود را دارد.

## داستان بازی
داستان بازی در چند بازه زمانی و پس از نسخهٔ پیشین روایت می‌شود. پس از نابودی شائوکان و مسخر شدن بسیاری از شخصیت‌های بازی همچون لیو کانگ و کانگ لاو زمین همچنان در بحرانی که کوان‌چی و شنگ‌سونگ مسبب آن هستند قرار دارد و زمین در برابر موج حملات سربازان دنیای خارج که تحت رهبری شائوکان و متحدانش بوده‌اند به سمت نابودی پیش رفته و بسیاری از انسانها کشته شده‌اند. کوان چی قصد دارد تا شیناک را دوباره به زمین بازگرداند. او مدالی که شیناک در آن زندانی شده است را در اختیار دارد و نیاز دارد تا آنرا در محلی که نیروی خدایان در آن جمع شده است فعال کند. رایدن به همراه آخرین بازماندگان متحدانش مانند جانی کیج، سونیا بلید و کنشی و تعدادی از مبارزان به همراه بازماندگان نیروی دلتا به سمت جنگل ممنوعه که نیروی خدایان در آن قرار دارد می‌روند. اما متوجه می‌شوند که کوان‌چی قبلاً موفق شده تا شیناک را آزاد کند شیناک قصد دارد تا از نیروی خدایان استفاده کند اما جانی کیج در نبردی موفق می‌شود تا شیناک را شکست دهد تا رایدن دوباره او را در مدال زندانی کند.

## شخصیت‌ها
- اسکورپین
- ساب-زیرو
- دوورا
- کوتال کان
- جانی کیج
- کسی کیج
- سونیا بلید
- جکس
- جکی بریگز
- بیگانه (شخصیت مهمان)
- جیسون ورهیز (شخصیت مهمان)
- غارتگر (شخصیت مهمان)
- صورت‌چرمی (شخصیت مهمان)
- رِیدن
- فرا-تور
- شیناک
- رپتایل
- ارون بلک
- لیو کانگ
- کیتانا
- کونگ لائو
- کوان چی
- کینو
- کونگ جین
- میلینا
- تاکه دا
- تانیا
- ارمک
- کنشی
- گورو
- ترایبورگ اسموک
- ترایبورگ سکتور
- ترایبورگ سایرکس
- ترایبورگ سابزیرو (شخصیت مخفی)

در کنار شخصیت‌های قدیمی این سری همچون اسکورپیون و ساب-زیرو، شخصیت‌های جدید شامل دوورا، زنی که حشرات را کنترل می‌کند؛ فرا/تور، شخصیت جدید و قابل توجه این سری که از یک جفت مبارز شامل یک زن کوتاه قد به همراه مردی قوی هیکل تشکیل شده است؛ کِسی کِیج، دختر سونیا بلید و جانی کیج و در آخر کوتال کان، شخصیتی مرموز برگرفته از ایزد خون در تمدن آزتک‌ها به این نسخه اضافه شده‌اند. همچنین شخصیت‌های جدید دیگری از جمله جکی بریگز، دختر جکس، کانگ جین، یک راهب شائولین جوان و برادر زاده کانگ لائو، تاکه دا پسر کنشی و شاگرد هانزو هاساشی (اسکورپیون)، ارون بلک، یکی از یاران کوتال کان که از نسل جنگجویان فعلی هستند نیز به این مجموعه اضافه شده‌اند. نسخه دیگری از مورتال کمبت اِکس که مورتال کمبت اِکس اِل نام دارد دارای هشت شخصیت اضافه می‌باشد که چهار تای آن‌ها را در داستان بازی مشاهدی می‌کنید (شخصیت‌ها:تانیا، ترمور، بو رِ چو، ترایبورگ:شامل سه رباط:اسموک، سایرکس و سکتور) ولی چهار شخصیت دیگر کاملاً جدا هستند(جیسون ورهیز، غارتگر، صورت‌چرمی و بیگانه و شائو کان).